# Emmi Itäranta
Œuvres principales
- Fille de l'eau

Emmi Elina Itäranta, née en 1976 à Tampere, est une femme de lettres finlandaise. 

## Biographie
Emmi Itäranta a suivi des études théâtrales à l'université de Tampere, à l'issue desquelles elle a notamment travaillé comme auteur dramatique pour la télévision finlandaise. En 2007, elle est entrée à l'université du Kent, au Royaume-Uni, pour étudier l'écriture créative.
Dans le cadre de ce cursus, elle a écrit les deux versions, anglaise et finnoise, de Fille de l'eau. La version finnoise, publiée en 2012, a reçu en 2012 le prix Kalevi Jäntti, un des plus importants prix littéraires finlandais, puis le prix Nuori Aleksis en 2013. 
En 2014, la version anglophone du roman est parue, avant d'être sélectionnée en 2015 pour le prix Philip-K.-Dick. La traduction française de Fille de l'eau est parue en janvier 2015.

## Œuvres

### Romans
- Fille de l'eau, Presses de la Cité, 2015 ((fi) Teemestarin kirja, Teos, 2012  (ISBN 978-951-851-443-8)), trad. Martin Carayol, 300 p.  (ISBN 978-2258107977)
- La Cité des méduses, Presses de la Cité, 2017 ((fi) Kudottujen kujien kaupunki, Teos, 2015  (ISBN 978-951-851-593-0)), trad. Martin Carayol, 358 p.  (ISBN 978-2258107984)
- (fi) Kuunpäivän kirjeet, Teos, 2020Prix Tähtivaeltaja 2021

## Prix
- Prix Kalevi-Jäntti 2012
- Prix Nuori Aleksis 2013
- Prix littéraire de la ville de Tampere 2015
- Prix Tähtivaeltaja 2021 pour Kuunpäivän kirjeet